# Torres de Quart
Las Torres de Quart o Puerta de Quart era una de las dos puertas fortificadas de la muralla medieval de Valencia que aún permanecen en pie. El conjunto está formado por dos torres semicilíndricas unidas por un cuerpo central, donde se abre la puerta propiamente dicha, con forma de arco de medio punto. Están situadas en el cruce de la calle Guillén de Castro con la calle Quart.

## Origen del nombre
Las Torres de Cuart deben su nombre a que estaban situadas sobre el camino que conducía del centro de la ciudad, desde la plaza de La Virgen donde se ubica la Catedral de Valencia, hasta la población de Cuart de Poblet. Las torres fueron el acceso oeste del tráfico proveniente de Castilla. A las Torres de Cuart también se les ha llamado puerta o portal de Cuarte y puerta de la cal.

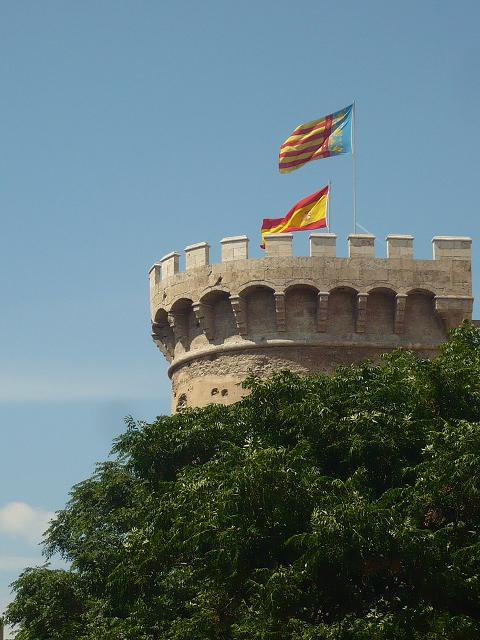
Vistas desde la esquina de la calle Lepanto de Valencia.

## Historia

### Origen
En el siglo XIV quedó clara la conveniencia de una nueva muralla urbana que fuera más allá del recorrido de las anteriores murallas del siglo XI, ya que tanto el crecimiento de la ciudad como los enfrentamientos con Castilla las hacían necesarias. Por ello en 1356 se inició la erificación de un recinto que incluía los arrabales. Se encomendó la dirección de la obra a Guillem Nebot. que si bien procedió a acabarlas con rapidez, entregó un trabajo poco consistente en algunas partes. Uno de los puntos problemáticos era la puerta del camino de Castilla, que solo estaba protegida por una torre cúbica.

### Construcción
A petición de los Jurados, se derribó el primitivo acceso para sustituirlo por una nueva puerta de estilo gótico valenciano.
La construcción de la puerta fortificada se encomendó a Pere Bonfill, quien comenzó la cimentación hacia 1441. Aunque se ignora parte del proceso, pues los libros de la Fàbrica de Murs e Valls y de Sotsobreria se perdieron, consta que en 1444 comenzó la construcción del portal.

### Historia posterior
Estas torres amuralladas han soportado la Guerra de la Independencia de los franceses, la de Sucesión, las cantonales y la guerra civil española. Todavía se pueden observar las huellas de los impactos provocados por los cañonazos de la Guerra de la Independencia en sus gruesos muros, pensando mucha gente que son provocados por el deterioro del paso del tiempo.
Por decreto de 3 de junio de 1931 fueron declaradas monumento Histórico Artístico Nacional.
Las Torres de Quart son los restos que han llegado hasta nuestros días de la antigua muralla medieval de Valencia, junto con las Torres de Serranos, abiertas hacia el norte. Otras puertas de acceso a la ciudad de Valencia fueron las desaparecidas puertas de San Vicente hacia el sur y la Puerta del Mar hacia el este o hacia el puerto. Esas puertas desaparecieron en el siglo XIX, junto con el resto de la muralla que rodeaba la ciutat vella, por orden del gobernador civil interino Cirilo Amorós, en base al pretexto de dar trabajo a los obreros parados, agrandar la ciudad y mejorar su salubridad.
A partir de la última década del siglo XX, los loros y otras aves exóticas, escapadas de sus dueños, han nidificado y se han reproducido en los orificios provocados por la artillería en su fachada exterior. Ya en el siglo XXI, las Torres de Cuart siguen en pie, habiéndose realizado en ellas un proceso de restauración de su fachada exterior, ennegrecida por el hollín del tráfico rodado que circula incesante por la calle Quart y la calle Guillem de Castro.

## Estructura y estilo

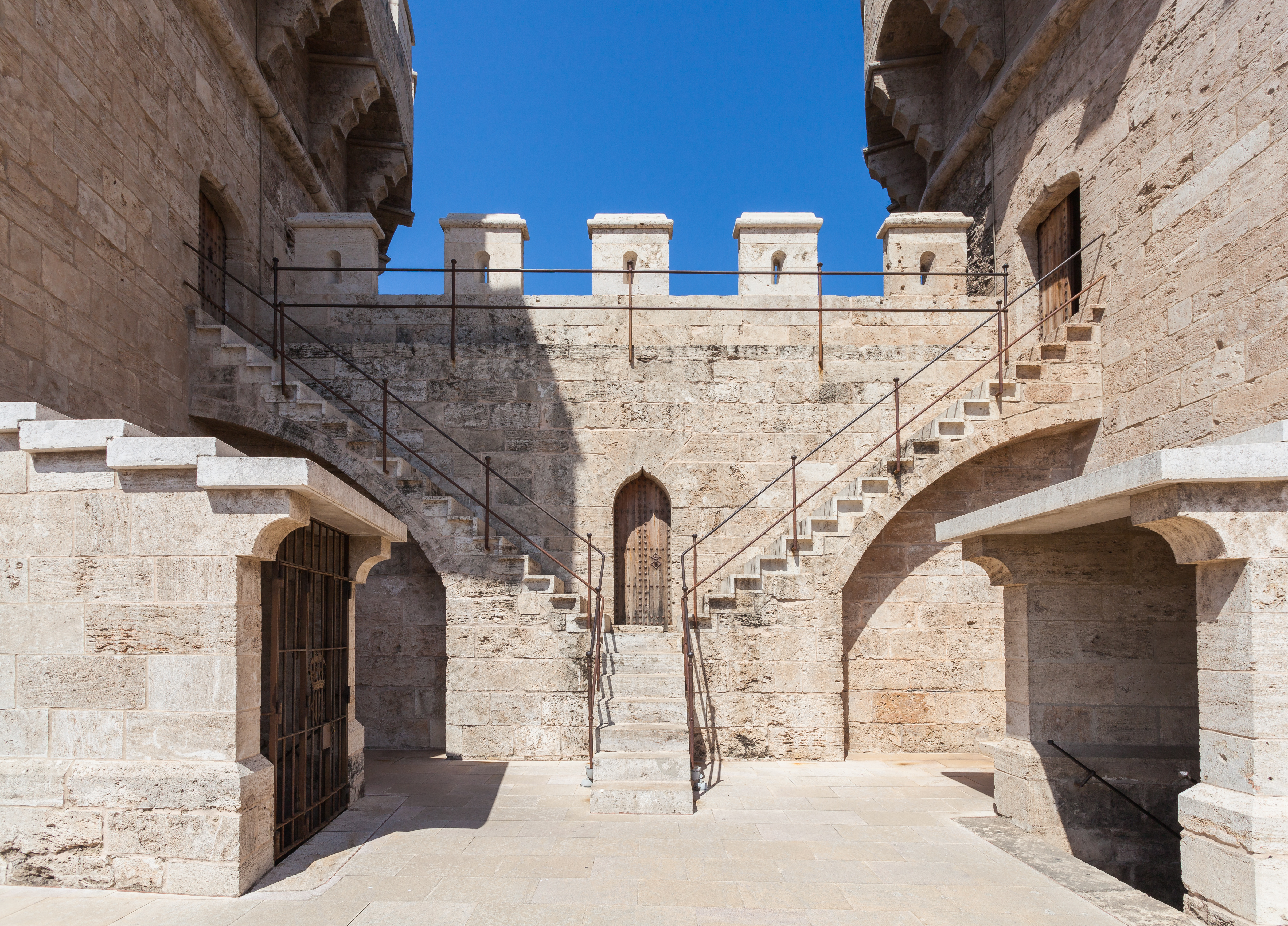
Vista del interior.

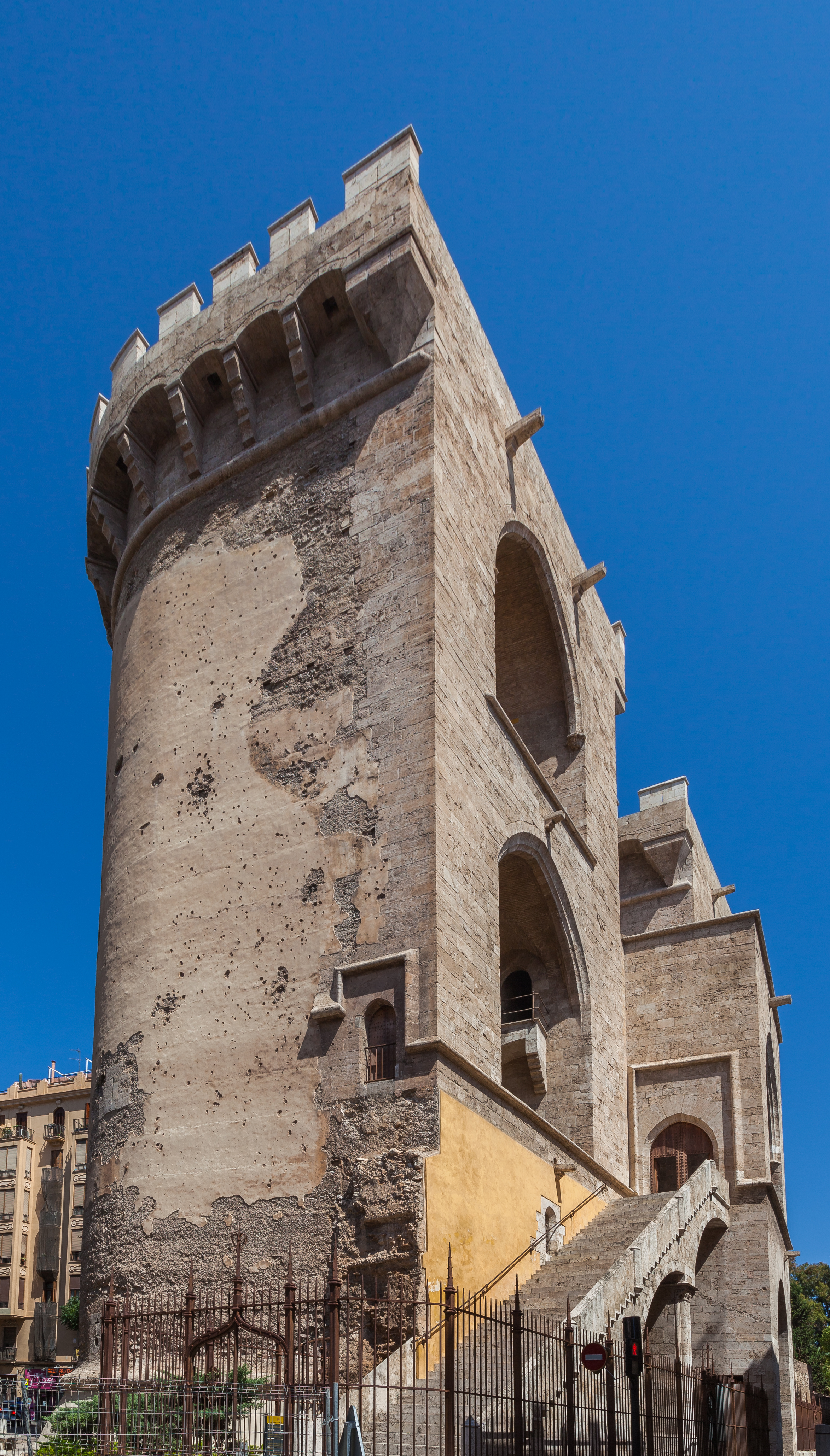
Vista posterior.

El diseño de las torres se inspira en dos  anteriores. De un lado las de Serranos, levantadas por Pere Balaguer el siglo anterior, y de otro las Torres o Arco del Triunfo del Castel Nuovo de Nápoles, diseñado por el arquitecto mallorquín Guillem Sagrera.
El sistema constructivo consistió en utilizar un encofrado para realizar gruesos muros de mortero. Estos se cubrían con un enlucido liso, a diferencia de las Torres de Serranos que se recubrieron con piedra. En las de Cuart la piedra se usó exclusivamente en ángulos, aristas, bóvedas y coronación de las torres.
Las Torres de Quart están construidas con mampostería de cal y cantos por el sistema de encajonadas. En los ángulos, arcos y cuerpo volante superior se utilizaron piedras de sillería. Entre las dos torres se sitúa una puerta de entrada y salida a la ciudad rematada con arco de medio punto y rodeada de sillería, que en su momento albergó el ángel custodio para luego acoger el escudo de Valencia.
Las torres presentan una planta cilíndrica hacia el exterior de la ciudad y están achaflanadas o aplanadas hacia el interior de la muralla, al contrario que las Torres de Serranos que son poligonales. Las torres tienen una parte superior almenada, con una terraza de sillería. Estas torres defensivas apenas tienen decoración. En su parte más baja cuentan con una moldura que remata hacia el suelo en pared vertical en forma de talud inclinado. La parte exterior cilíndrica es lisa, para dificultar el acceso a las mismas.

En la parte que mira hacia el interior de la ciudad aparecen una serie de estancias abiertas, cubiertas con bóvedas nervadas de crucería. En el centro de las torres, encima del arco de la puerta, existe un orificio abovedado por el que se atacaba a los que querían derribarla. 

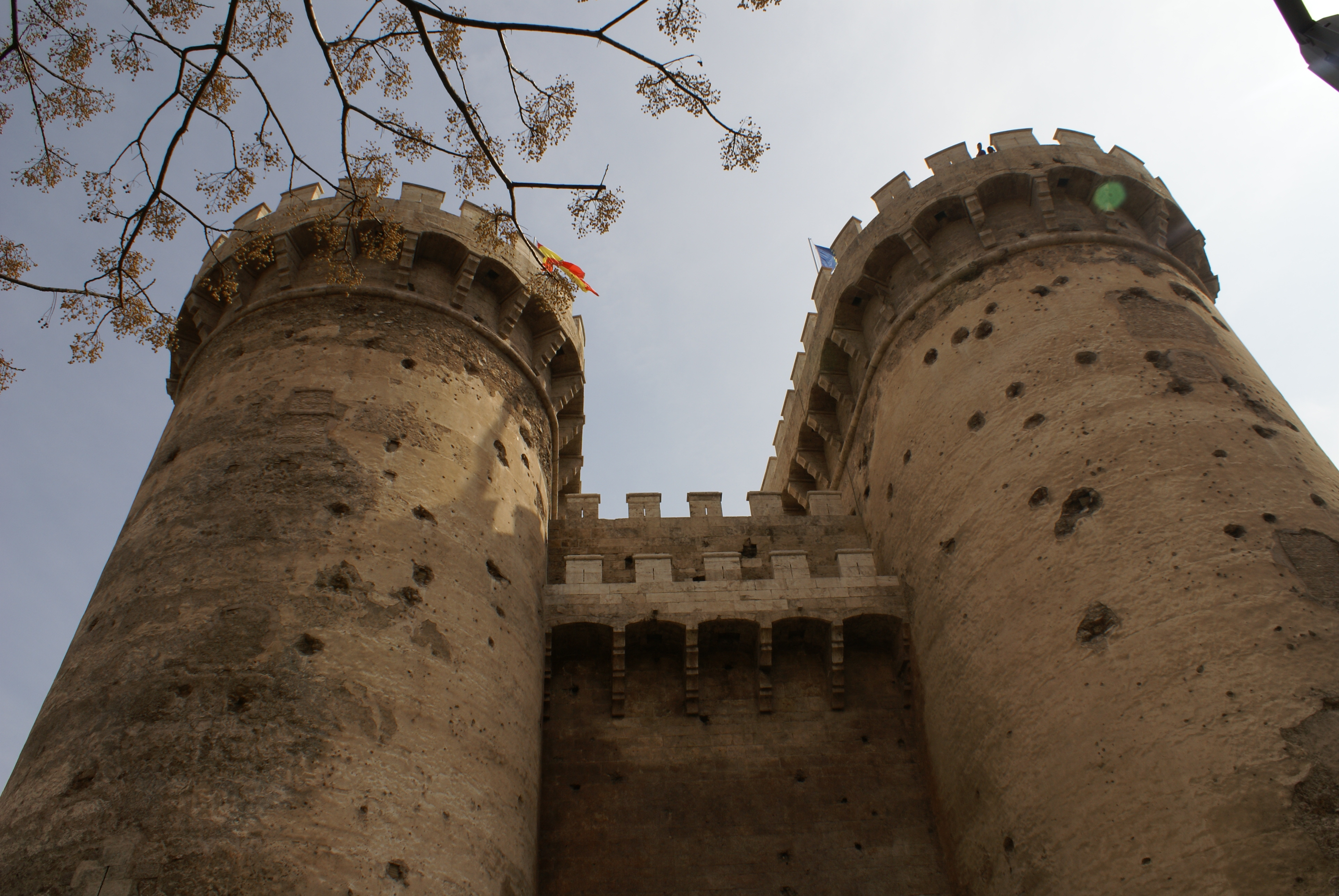
Rastros del bombardeo napoleónico de junio de 1808.

Su disposición con respecto a la antigua muralla es ligeramente oblicua o en diagonal, con el propósito de adaptarse al trazado de la calle Cuart, que no entraba en perpendicular a la muralla, sino en diagonal.
El estilo de las Torres de Quart, gótico tardío, se repite en varias ciudades italianas, como en Génova.